# 산림기술경영연구소
산림기술경영연구소(山林技術經營硏究所)는 국립산림과학원의 소관사무를 분장하는 소속기관이다. 2018년 3월 30일 발족하였으며, 경기도 포천시 소흘읍 광릉수목원로 498에 위치하고 있다. 소장은 임업연구관으로 보한다.

## 연혁
- 1967년 1월 1일: 임업시험장 소속으로 중부지장 설치.[2]
- 1987년 12월 5일: 임업연구원 소속 중부임업시험장으로 개편.[3]
- 2004년 1월 9일: 국립산림과학원 소속 산림생산기술연구소로 개편.[4]
- 2018년 3월 30일: 산림기술경영연구소로 개편.[5]

## 관할구역
- 경기도